# 扁口鱼
牙鮃（学名：Paralichthys olivaceus），又名扁口魚、褐牙鲆、牙片鱼或鸦片鱼，牙鲆科牙鲆属的一种亞熱帶海水魚，其种加词“olivaceus”意为“橄榄色的”。分布於西太平洋區，包括千島群島、庫頁島、朝鮮半島、日本、台灣、中國大陸等海域，棲息深度10-200公尺，體長可達103公分，棲息在底層水域，為洄游性魚類，生活習性不明，為高經濟價值的食用魚及養殖魚類。